# 特爾納瓦鄉 (錫比烏縣)
46°04′00″N 24°12′00″E / 46.0667°N 24.2°E
特爾納瓦鄉（羅馬尼亞語：Comuna Târnava, Sibiu），是羅馬尼亞的鄉份，位於該國中部，由錫比烏縣負責管轄，面積29平方公里，海拔高度287米，2007年人口3,187，人口密度每平方公里108人。